# Tomoplagia vernoniae
Tomoplagia vernoniae är en tvåvingeart som beskrevs av Erich Martin Hering 1938. Tomoplagia vernoniae ingår i släktet Tomoplagia och familjen borrflugor. Inga underarter finns listade i Catalogue of Life.